# Манес
Манес (др.-греч. Μάνηϛ) — мифический царь Меонии, родоначальник династии Атиадов.
Сын Зевса и Геи, первый царь государства Меония, которая впоследствии стала называться Лидия в честь его внука — Лида. Муж океаниды Каллирои, от которой имел сына Котиса, отца Азия. Лидийцы считали, что именно в честь последнего была названа часть света Азия. Подражал ему другой сын, Атис.
Согласно Плутарху, Манес, или Маздес, был царем Фригии, и от его имени пошло слово «маника», которым фригийцы называли удивительные поступки. Сыном Манеса был царь Фригии Акмон.